# あかつき丸 (フェリー)
あかつき丸は、宇和島運輸が運航しているフェリー。宇和島運輸の船舶で「あかつき丸」の船名は、1936年竣工、1973年まで運航された貨客船あかつき丸に次いで2代目である。

## 概要
あかつき2の代船として内海造船瀬戸田工場で建造され、2014年6月4日に就航した。
共有建造制度を利用して建造された鉄道建設・運輸施設整備支援機構との共有船である。

### 就航航路
- 八幡浜港 - 別府港（別府観光港）

かつては本船とえひめの2隻で1日6往復を運航していた。
- 八幡浜港 - 臼杵港

ドック期間の際に回航を兼ねて臼杵航路で運航される場合がある。

## 設計
双船尾船型の採用、プロペラボスキャップ、船尾フィンの装備による省エネ化、環境対応型エンジンによる環境負荷改善が図られている。
船内は「OLD + NEW」をデザインコンセプトに、木目調や金属を印象的に使用した懐古調とモダンが融合したインテリアデザインとなっている。女性専用席、キッズコーナーの設置、うどんコーナーの新設、ドライバールームの個室化など旅客設備も強化された。照明はLED化され、スマートフォンなどの充電に使用できるよう旅客用コンセントを増設、車両甲板には、電気自動車の充電設備が設置された。

## 船内

### 船室
- 特等室（2-4名） - ベッド、ソファーセット、トイレ、化粧台付
- 一等室（4-8名） - 枕、毛布、マット付
- 二等室 - 女性専用席の設定あり
- ドライバー室

### 設備
- 売店
- うどんコーナー
- キッズコーナー
- ゲームコーナー
- マッサージチェア